# Prioninae
«  Prione » redirige ici. Ne pas confondre avec Prion.
Sous-famille
Les Prioninae sont une sous-famille d'insectes cérambycidés qui comprend les plus grandes espèces de coléoptères connus (titan : Titanus giganteus).

Répandus sur tous les continents, avec une abondance particulière dans les régions tropicales, ils sont présents aussi en Europe avec des espèces de dimensions plus petites, mais toujours parmi les plus grands coléoptères locaux.

## Morphologie

### Adulte

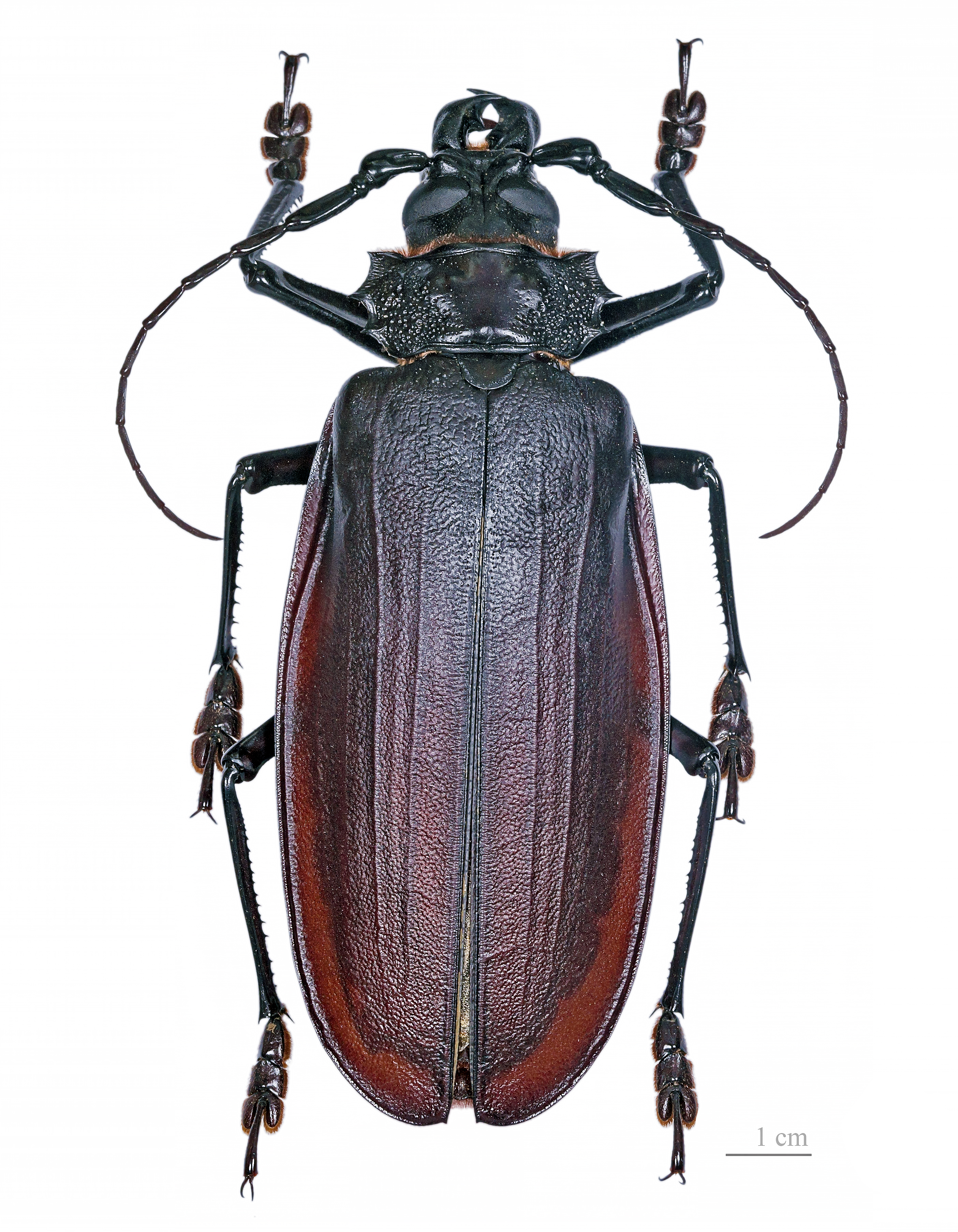
Titanus giganteus, le plus grand longicorne du monde Muséum de Toulouse

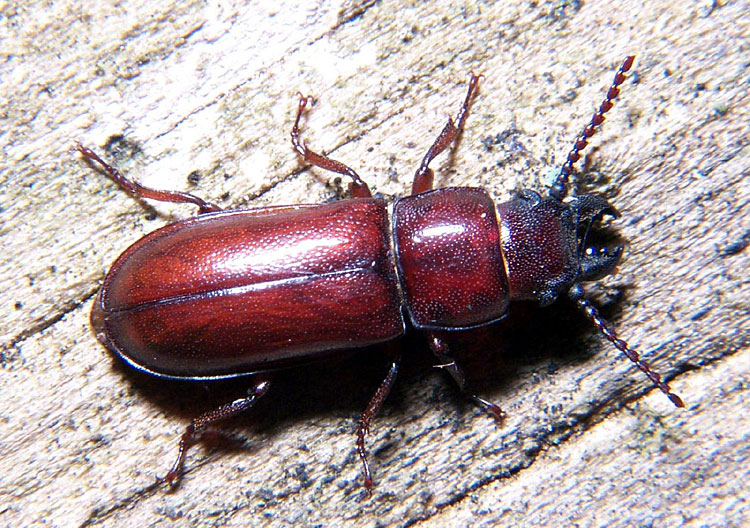
Le prione lucanoide Neandra brunnea (Fabricius, 1798)

Ces capricornes présentent des caractères jadis considérés comme primitifs. La plupart des espèces ont un aspect robuste, souvent large et aplati, une coloration noire ou brune, une tête grande et prognathe, des antennes relativement courtes et un prothorax toujours muni d'une carène latérale typique, parfois accompagnée d'une large bande latérale et de nombreuses épines.

Certaines espèces sud-américaines tropicales (Mallaspini) présentent au contraire une coloration métallique éclatante et des dessins de couleurs contrastées.

Les ailes, étudiées en détail par Saalas, sont ornées d'une ocelle dans la région anale (comme celle des Lepturinae), qui disparaît dans certains groupes plus évolués (Parandrini).

Les dimensions peuvent être remarquables, atteignant les maximums connus pour les coléoptères. D'autres insectes, comme les phasmes, peuvent atteindre une longueur supérieure, mais leur masse corporelle reste inférieure. Ainsi l'espèce Titanus giganteus (Linné, 1758) d'Amazonie atteint 20 cm, Macrodontia cervicornis (Linné, 1758), elle aussi amazonienne, atteint 15 cm, Xixuthrus terribilis Thomson, 1877, des Fidji 13,5 cm, et beaucoup d'autres espèces tropicales surpassent les 10 cm.

Certaines espèces se sont adaptées à la vie sous les souches, en acquérant des caractères analogues à ceux développés par les lucanes comme le corps aplati, les grandes mandibules, la pœcilandrie, la réduction des antennes et le développement de paraonychia. Parmi ces espèces, il faut citer les représentants des tribus Mallodontini, Cantharocnemini, Eurypodini et Parandrini.

### Larve
Les larves des Prioninae, charnues et souvent de dimensions remarquables, sont toujours munies de petites pattes. Beaucoup d'espèces sont facilement reconnaissables à leur tête présentant quatre épines sur le bord antérieur du clypéus.

## Biologie

### Adulte
Les Prioninae sont tous nocturnes ou crépusculaires. Pendant le jour ils se cachent sous les souches, ou dans d'anciennes galeries larvales dans les troncs des arbres. Certaines espèces peuvent être attirées par la lumière d'éclairage des routes.

### Larve
Les larves se développent - souvent pendant plusieurs années - à l'intérieur de grands troncs d'arbres ou dans les racines de plantes surtout dépérissant ou pourries.

Leur grande taille et leur facilité à être trouvées, due au fait que plusieurs d'entre elles vivent dans les troncs marcescents, font que les larves de beaucoup d'espèces sont employées comme aliment dans les régions tropicales. Les Romains appréciaient les larves de l'Ergate forgeron, qu'ils appelaient cossus. Ce nom a été réutilisé pour une autre espèce d'insecte, un lépidoptère : le Cossus gâte-bois.

## Systématique
La sous-famille des Prioninae a été décrite par l'entomologiste français Pierre André Latreille en 1802.

### Synonymie
- Prioniens (Latreille, 1804)
- Prionida (Latreille) Leach, 1814
- Prionidae (Latreille) Samouelle, 1819
- Prionitae (Latreille) Thomson, 1860
- Prionides (Latreille) Lacordaire, 1869

### Nom vernaculaire
- Priones

## Taxinomie
Les Prioninae comprennent 20 tribus, dont cinq seulement (avec une espèce chacune) se rencontrent en France.
Liste des tribus 
- Acanthinoderini (Thomson, 1864)
- Acanthophorini (Thomson, 1864)
- Aegosomatini (Thomson, 1860)
- Anacolini (Thomson, 1857)
- Callipogonini (Thomson, 1860)
- Calocomini (Galileo & Martins, 1993)
- Cantharocnemini (Lameere, 1912)
- Erichsoniini (Thomson, 1860)
- Eurypodini (Gahan, 1906)
- Macrotomini (Thomson, 1860)
- Mallodontini (Thomson, 1860)
- Meroscelisini (Thomson, 1860)
- Notophysini (Lameere, 1912)
- Parandrini (Blanchard, 1845)
- Prionini (Latreille, 1802)
- Macrodontiini (Thomson, 1860)
- Mallaspini (Thomson, 1860)
- Remphanini (Lacordaire, 1868)
- Solenopterini (Lacordaire, 1869)
- Tereticini (Lameere, 1912)

Tribus et genres spécifiquement rencontrés en France
- Meroscelisini Thomson, 1860
  - Tragosoma depsarium (Linné, 1767)
- Aegosomatini Thomson, 1860
  - Aegosoma scabricorne (Scopoli, 1763)
- Callipogonini Thomson, 1860
  - Ergates faber (Linné, 1767)
- Macrotomini Thomson, 1860
  - Prinobius myardi Mulsant, 1842 (= P. scutellaris Germar, 1817)
- Prionini Latreille, 1802
  - Prionus coriarius (Linné, 1758)